# Fernando Aguiar
Fernando Aguiar (født 18. marts 1972) er en portugisisk født canadisk tidligere fodboldspiller. I løbet af karrieren spillede han blandt andet for Benfica og for svenske Landskrona.
Den 25. februar 2004 scorede Aguiar i en kamp, hvor han erstattede Miklós Fehér, der døde af et hjerteanfald.